# Anisoptera costata
Anisoptera costata är en tvåhjärtbladig växtart som beskrevs av Pieter Willem Korthals. Anisoptera costata ingår i släktet Anisoptera och familjen Dipterocarpaceae. Inga underarter finns listade i Catalogue of Life.